# Chiesa dei Santi Pietro e Paolo (Roccalbegna)
La chiesa dei Santi Pietro e Paolo si trova a Roccalbegna (Gr).

## Storia e Descrizione

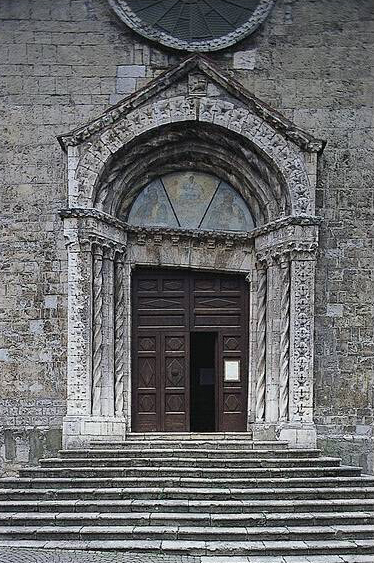
Il portale

La chiesa è una costruzione gotica iniziata nel 1296 ma già nel 1380 sono documentati lavori di restauro ad opera di Andrea Vanni. Nel 1777 fu elevata al rango di arcipretura, al termine di una ristrutturazione iniziata nel 1765, i cui caratteri tardobarocchi non sono più presenti.
La facciata di semplici linee architettoniche è aperta da un grande rosone e in basso, soprattutto da un importante portale gotico strombato e riccamente decorato da colonnine tortili con capitelli fogliati che terminano in ghiere a tutto sesto e da un'estesa ornamentazione a dentelli e rosette. Nella lunetta è un deperito affresco tardo cinquecentesco con i Santi Pietro e Paolo. 
L'interno si presenta oggi come una semplice aula rettangolare coperta a capriate e conclusa da una scarsella con volta a crociera.
All'ingresso, un'acquasantiera marmorea rinascimentale e uno stendardo appartenente al movimento del Viva Maria del 1799. Segue una nicchia affrescata con la Madonna della Misericordia tra i Santi Sebastiano e Fabiano risalente al XV secolo come altri due affreschi anonimi con Sant'Antonio Abate e San Giobbe. 

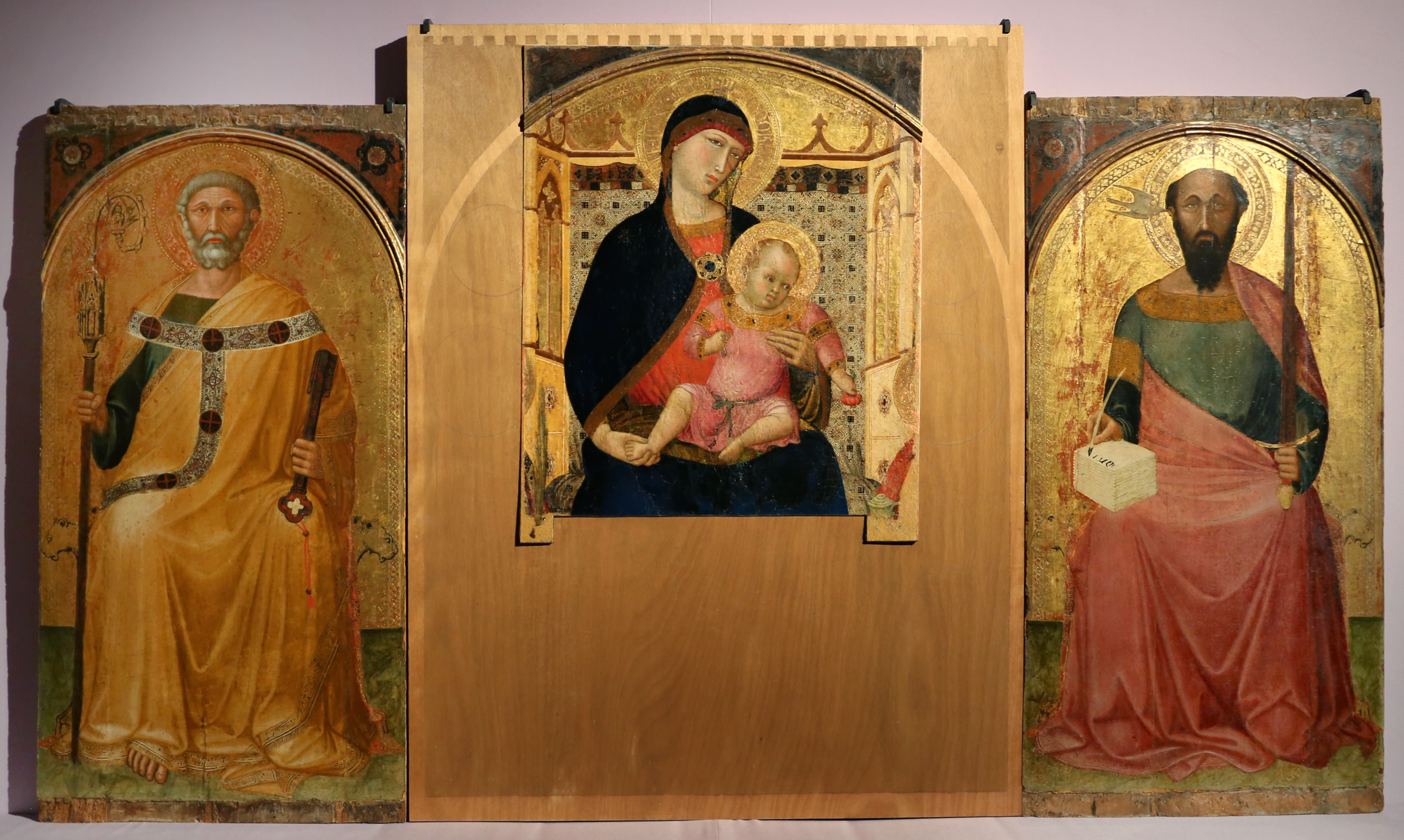
Ambrogio Lorenzetti, Madonna col Bambino tra i ss. Pietro e Paolo.

Sulla stessa parete è anche una tela secentesca di scuola senese raffigurante Angeli adoranti la quale faceva in passato da cornice alla Madonna col Bambino di Ambrogio Lorenzetti ora all'altare maggiore. Al termine della parete è una grande tela con la Madonna con i Santi Cristoforo e Giacomo attribuita a Francesco Nasini.
All'altar maggiore sono oggi collocate tre tavole con la Madonna col Bambino, San Pietro e San Paolo, parti di un polittico smembrato di Ambrogio Lorenzetti (1340 circa). Sopra di esso si trova un Crocifisso ligneo policromato, attribuito a Goro di Gregorio e databile al secondo quarto del XIV secolo e restaurato nel 2017, quando è stato possibile recuperare la policromia originaria. Il Crocifisso fa parte di quella tendenza che si afferma dal quarto decennio quando i crocifissi diventano più rilassati, composti rispetto ai modelli di Giovanni Pisano e Marco Romano dell'inizio del secolo e nei volti acquistano un pathos più dolce, per influenza dei modelli pittorici di Simone Martini. Una certa astrazione nei panneggi e nelle forme del corpo posso invece confermare l'attribuzione a Goro.
Nel presbiterio si trova un ciborio ligneo della seconda metà del Cinquecento e a sinistra si vede una Pietà con i dolenti con una cornice originale coeva attribuibile ad Alessandro Casolani o a Francesco Bartalini.

## Altre immagini

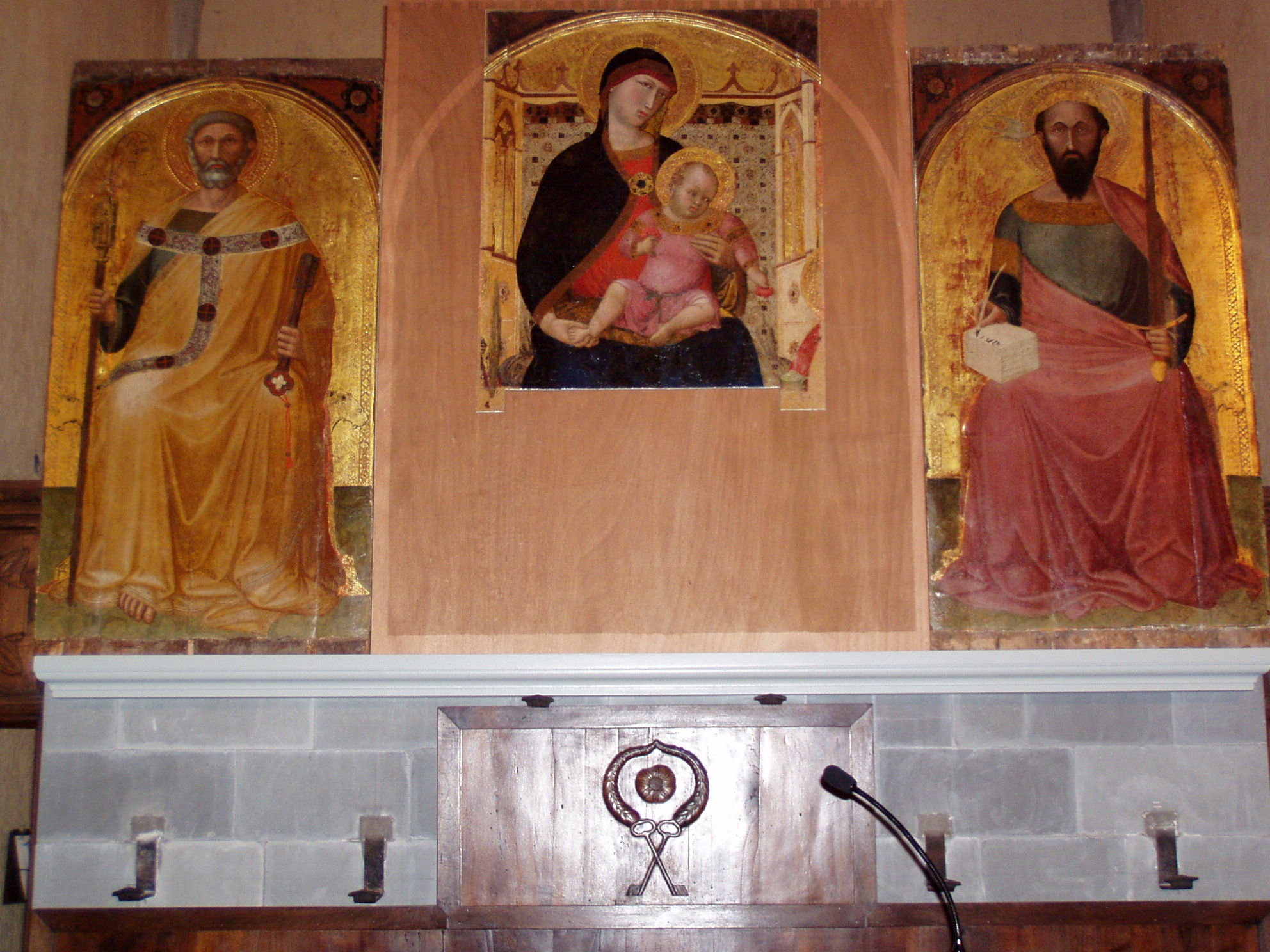
Le tre tavole di Ambrogio Lorenzetti
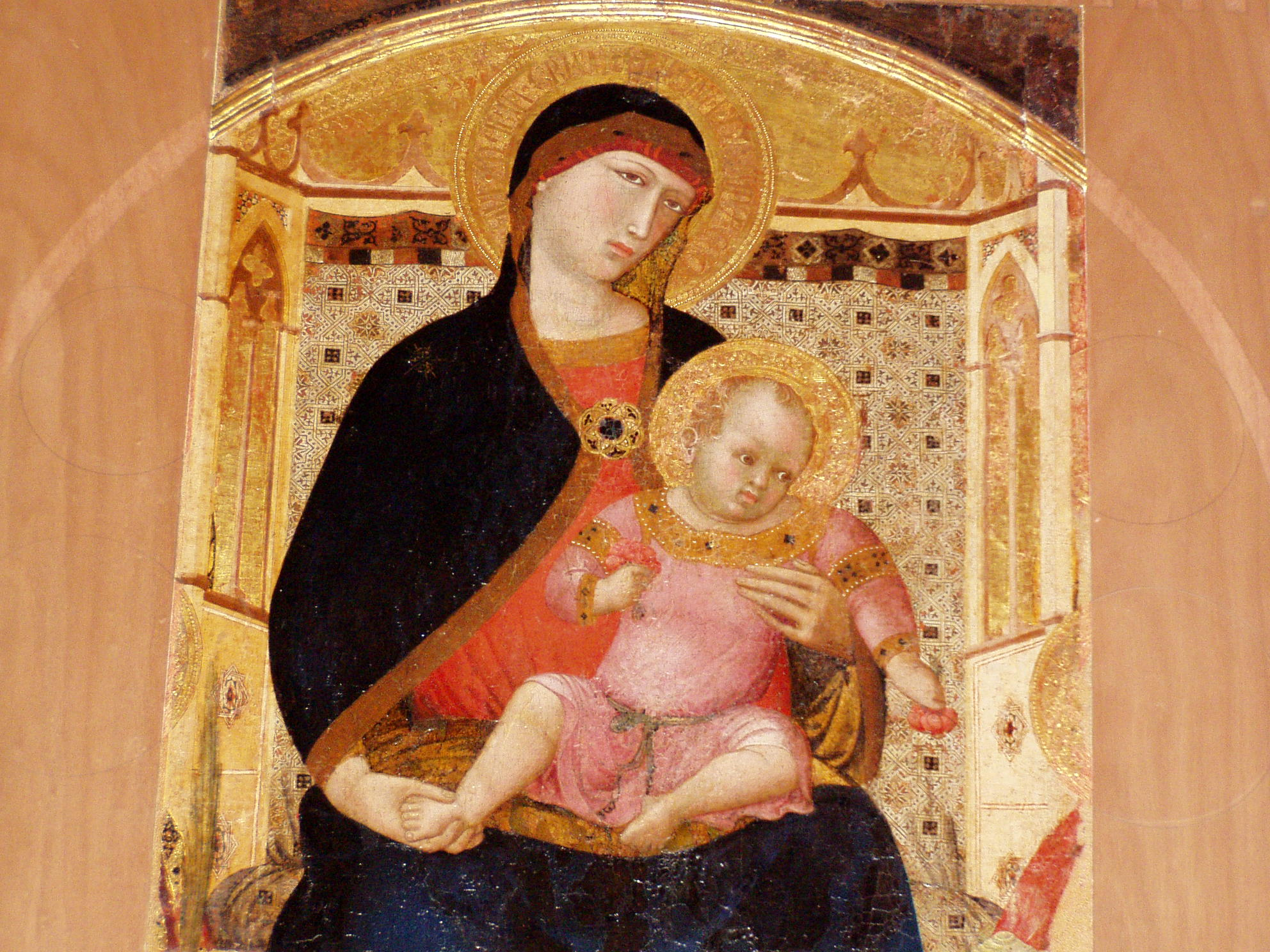
Madonna col Bambino
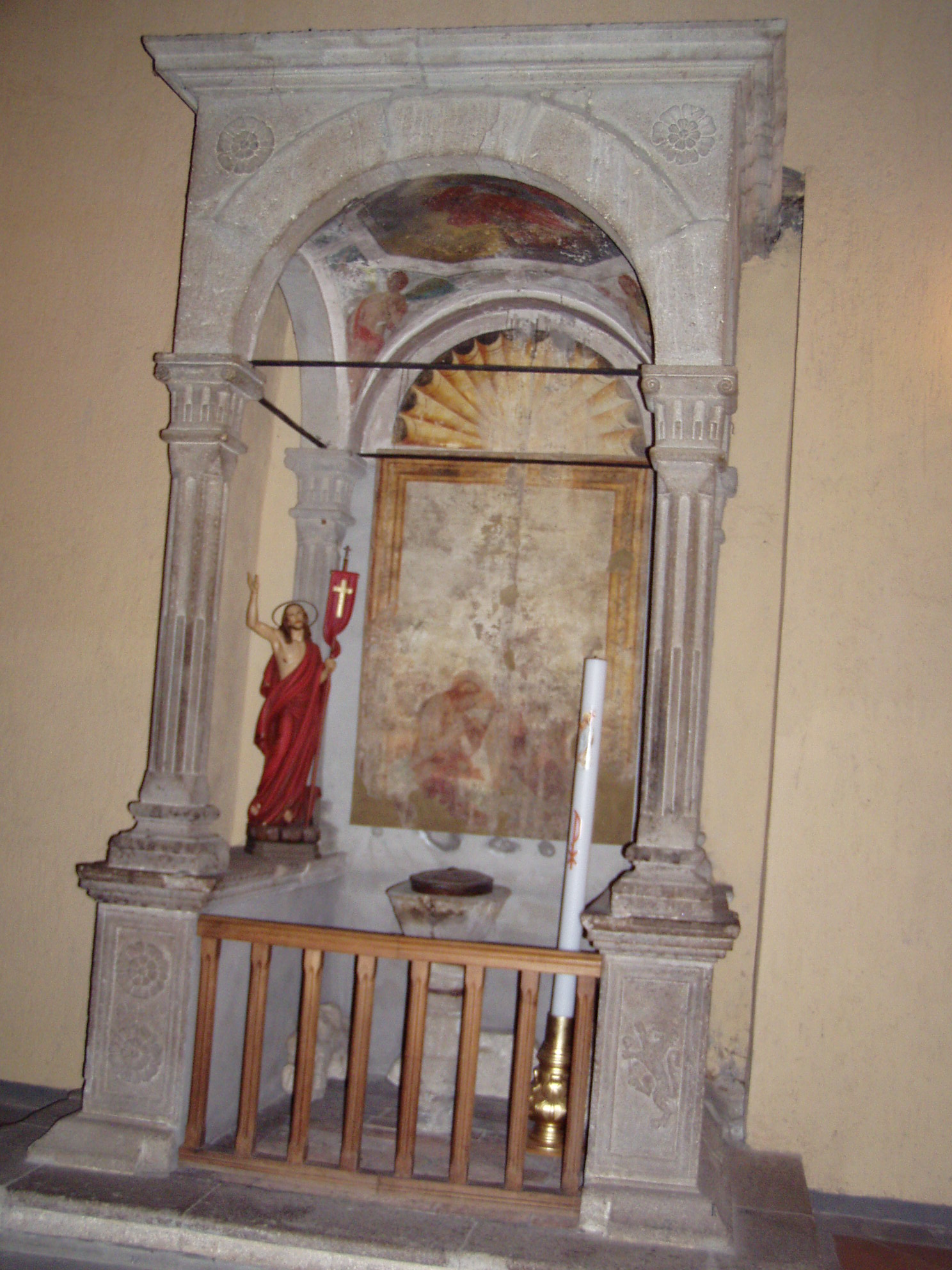
Fonte battesimale
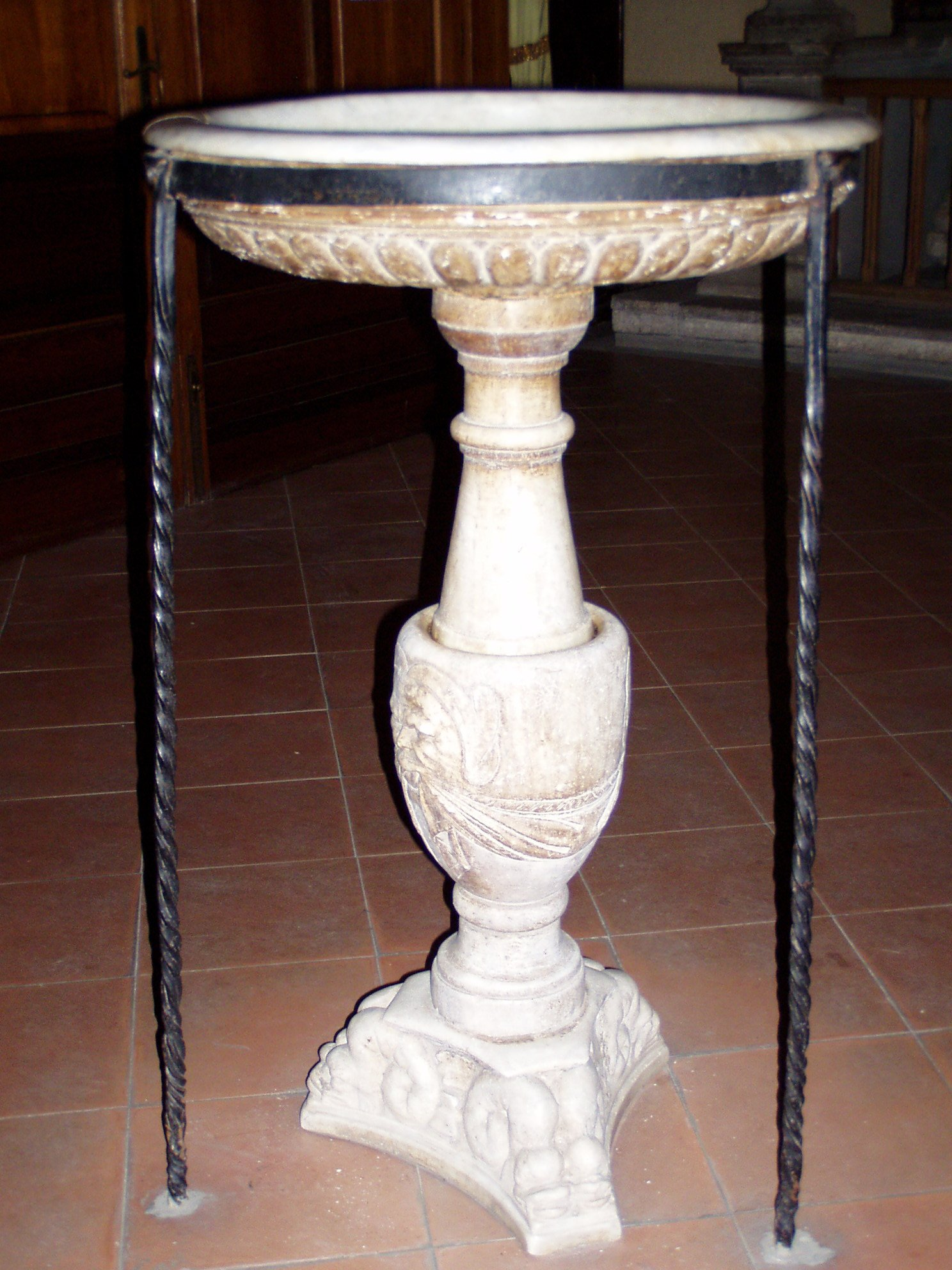
Acquasantiera